# کاج غربی
کاج غربی (نام علمی: Pinus occidentalis) نام یک گونه از سرده کاج است.